# Джанет Мактір
Джанет Мактір (англ. Janet McTeer; 5 серпня 1961, Ньюкасл-апон-Тайн, Тайн-енд-Вір) — британська акторка театру, кіно та телебачення.

## Вибрана фільмографія
| Рік       |    | Українська назва                                       | Оригінальна назва                                    | Роль                       |
| --------- | -- | ------------------------------------------------------ | ---------------------------------------------------- | -------------------------- |
| 1986      | ф  | Вулиця півмісяця                                       | Half Moon Street                                     | секретарка                 |
| 1988      | ф  | Яструби                                                | Hawks                                                | Гейзел                     |
| 1990      | с  | Сімейний портрет                                       | Portrait of a Marriage                               | Віта Секвілл-Вест          |
| 1991      | тф | Чорна оксамитова сукня                                 | The Black Velvet Gown                                | Ріа Міллікан               |
| 1992      | ф  | Буремний перевал                                       | Emily Brontë's Wuthering Heights                     | Неллі Дін                  |
| 1995      | ф  | Каррінгтон                                             | Carrington                                           | Ванесса Белл               |
| 1996      | тф | Сент-Екс                                               | Saint-Ex                                             | Женев'єва де Віль-Франс    |
| 1999      | ф  | Перекотиполе                                           | Tumbleweed                                           | Мері Джо Вокер             |
| 2000      | ф  | Пробуджуючи мерців                                     | Waking the Dead                                      | Керолайн Пірс              |
| 2000      | ф  | Ловець пісень                                          | Songcatcher                                          | Лілі Пенлерік              |
| 2000      | ф  | Король живий                                           | The King Is Alive                                    | Ліз                        |
| 2004      | с  | Міс Марпл Агати Крісті: Вбивство у будинку вікарія     | Agatha Christie's Marple: The Murder at the Vicarage | Анна Протеро               |
| 2005      | ф  | Країна припливів                                       | Tideland                                             | Делл                       |
| 2006      | ф  | Як вам це сподобається                                 | As You Like It                                       | Одрі                       |
| 2006      | с  | Приголомшлива місіс Прітчард                           | The Amazing Mrs Pritchard                            | Кетрін Вокер               |
| 2007      | тф | Дафна                                                  | Daphne                                               | Гертруда Лоуренс           |
| 2008      | с  | Розум і почуття                                        | Sense and Sensibility                                | місіс Дешвуд               |
| 2009      | тф | Назустріч шторму                                       | Into the Storm                                       | Клементина Черчилль        |
| 2009      | с  | Психовіль                                              | Psychoville                                          | Черіл                      |
| 2011      | тф | Вихідні у Бельвю                                       | Weekend at Bellevue                                  | Діана Воллес               |
| 2011      | ф  | Острів                                                 | Island                                               | Філіс Ловедж               |
| 2011      | ф  | Таємничий Альберт Ноббс                                | Albert Nobbs                                         | Г'юберт Пейдж              |
| 2011      | ф  | Усім потрібна Кет                                      | Cat Run                                              | Гелен Бінгем               |
| 2012      | ф  | Жінка в чорному                                        | The Woman in Black                                   | місіс Дейлі                |
| 2012      | ф  | Ганна Арендт                                           | Hannah Arendt                                        | Мері Маккарті              |
| 2012      | с  | Сутичка                                                | Damages                                              | Кейт Франклін              |
| 2012      | с  | Кінець параду                                          | Parade's End                                         | місіс Сатервейт            |
| 2013      | с  | Біла королева                                          | The White Queen                                      | Жакетта Люксембурзька      |
| 2014      | с  | Шляхетна жінка                                         | The Honourable Woman                                 | леді Джулія Волш           |
| 2014      | ф  | Чаклунка                                               | Maleficent                                           | стара Аврора               |
| 2015      | с  | Батл Крик                                              | Battle Creek                                         | командер Кімберлі Гузієвич |
| 2015      | ф  | Інсургент                                              | Insurgent                                            | Едіт Прайор                |
| 2015      | ф  | Батьки та дочки                                        | Fathers and Daughters                                | Керолайн                   |
| 2015      | ф  | Анжеліка                                               | Angelica                                             | Енн Монтегю                |
| 2016      | ф  | Аллегіант                                              | Allegiant                                            | Едіт Прайор                |
| 2016      | ф  | Національний театр у прямому ефірі: Небезпечні зв'язки | Nationale Theatre Live: Les Liaisons Dangerouses     | маркіза де Мертей          |
| 2016      | ф  | До зустрічі з тобою                                    | Me Before You                                        | Камілла Трейнор            |
| 2016      | ф  | Додай чорного                                          | Paint It Black                                       | Мерідіт                    |
| 2016      | ф  | Виняток                                                | The Exception                                        | принцеса Герміна           |
| 2018      | с  | Джессіка Джонс                                         | Jessica Jones                                        | Аліса Джонс                |
| 2018      | с  | Озарк                                                  | Ozark                                                | Гелен Пірс                 |
| 2018—2019 | с  | Співчуваю вашій втраті                                 | Sorry for You Loss                                   | Емі Шоу                    |
| 2022      | ф  | Меню                                                   | Menu                                                 | Ліліан Блум                |
| 2024      | с  | Каос                                                   | Kaos                                                 | Гера                       |